# Замок Монтесумы
Национальный монумент Замок Монтесумы (англ. Montezuma Castle National Monument) — исторический памятник, находящийся в центре штата Аризона, в долине Верде. Занимает площадь около 6,70 квадратного километра. Здесь расположены руины культуры Хохокам — одной из предшественниц современных индейцев-пуэбло. «Замок», не имеющий отношения к историческому Монтесуме, представляет собой сооружение из кирпича-сырца на скалистом выступе и датируется около 1100 г. н. э.
«Замок Монтесумы» стал третьим по счёту Национальным памятником США, в список которых он был включён 8 декабря 1906 года декретом президента Т. Рузвельта.

## Галерея изображений

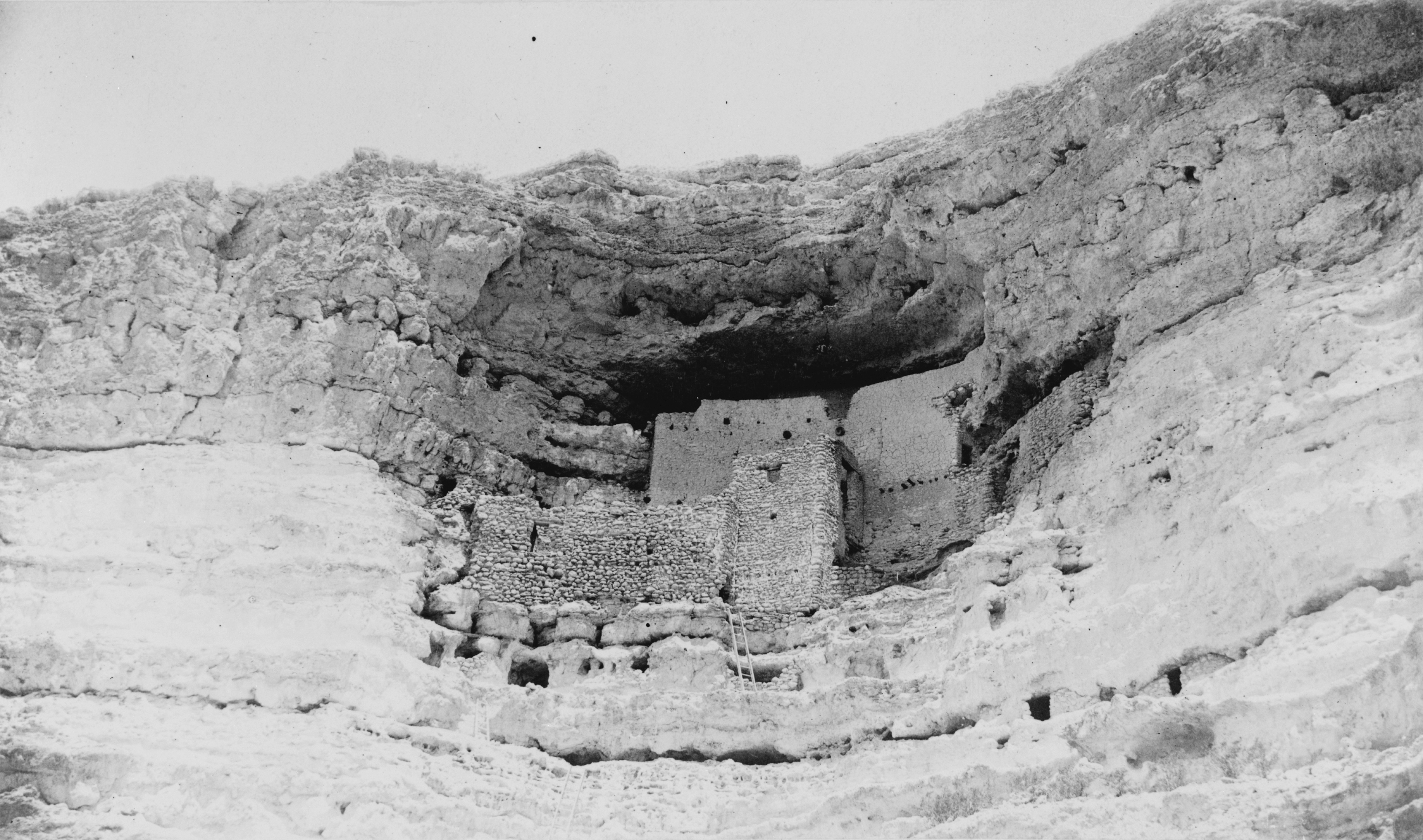
Фотография 1887 года.
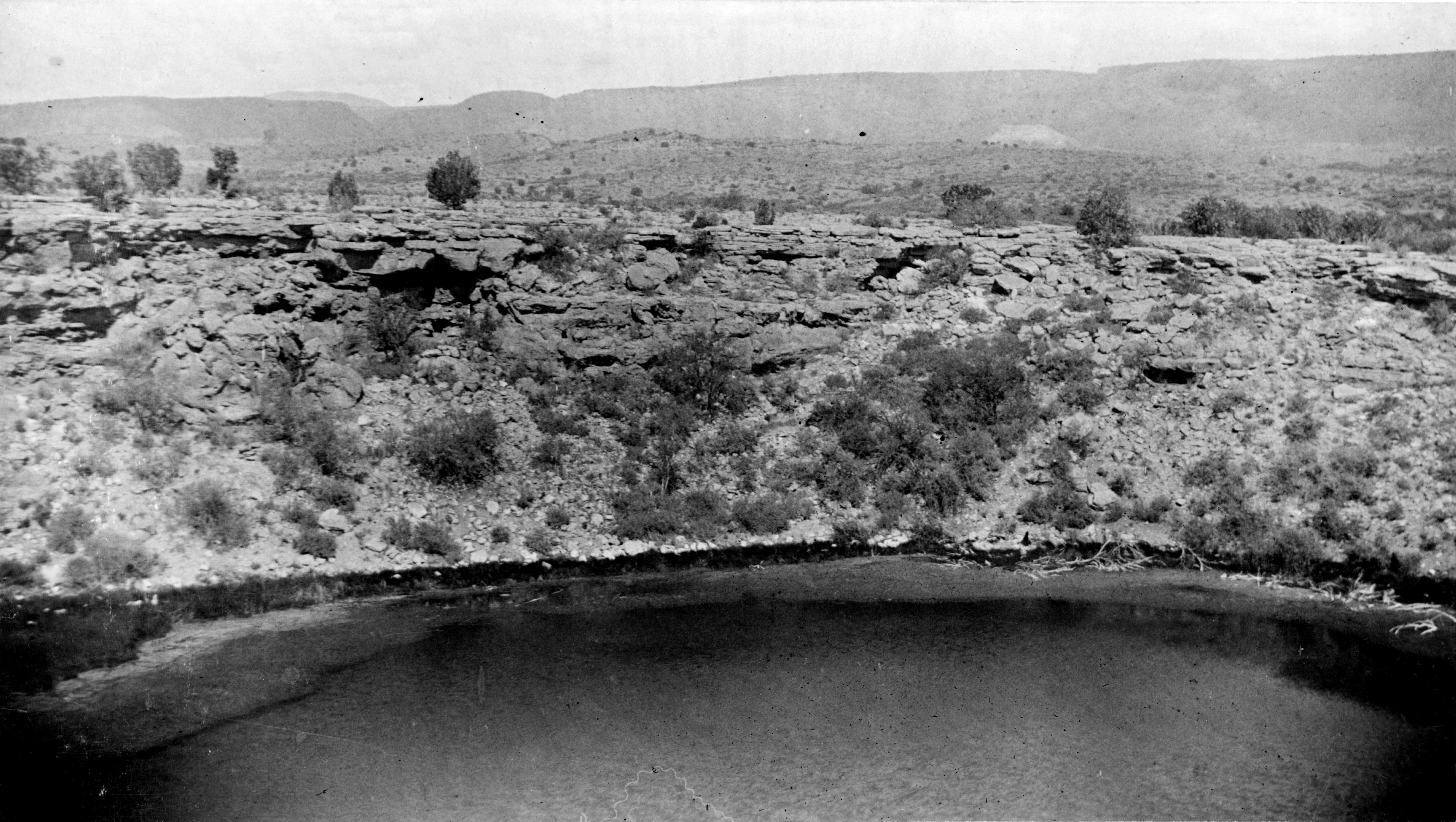
"Колодец Монтесумы". 1887 г.
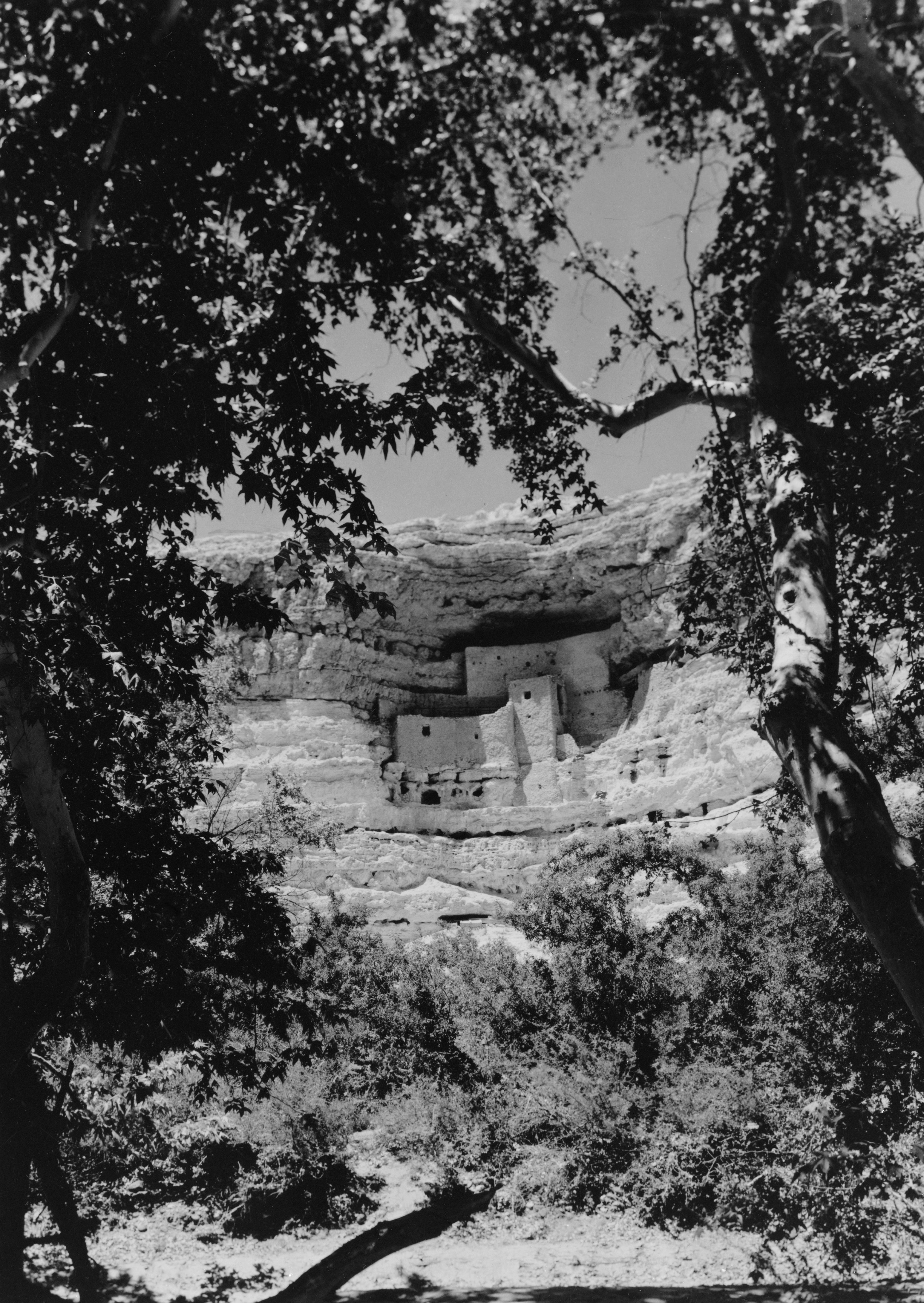
Фотография 1935 года
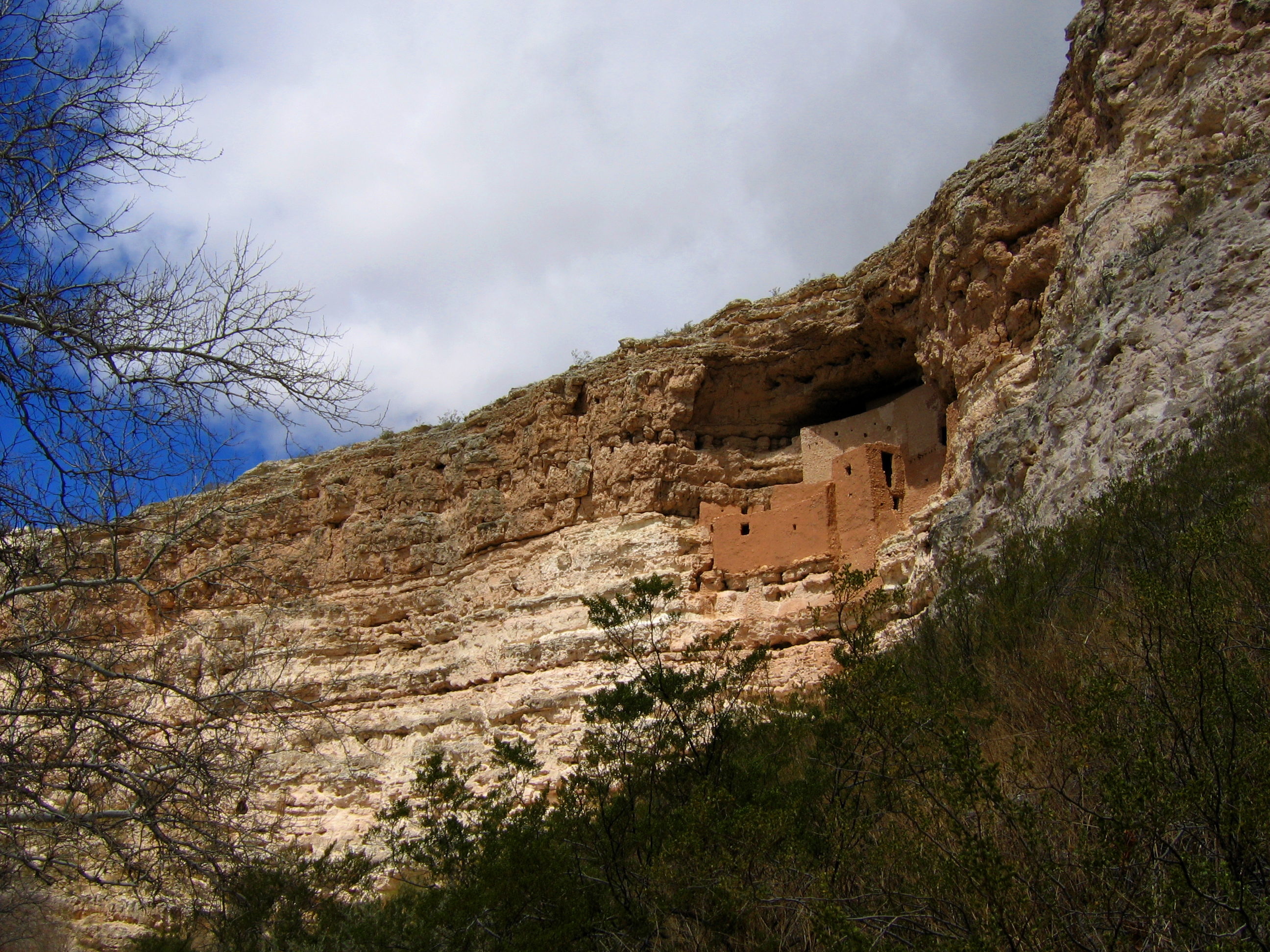
"Замок Монтесумы" в обрамлении скал.